# びゅーちふるず
びゅーちふるずは、日本の「びゅーちふる商会」の社長と社員からなる異色バンド。東京都葛飾区を活動の拠点としている。キャッチコピーは「日本ハッスル化計画推進バンド」。
所属レコード会社はビクターエンタテインメント。2003年葛飾バンドフェスティバル・グランプリ受賞。

## メンバー
- 桜 チョメ吉（さくら ちょめきち） ボーカル
- 井矢志 マス夫（いやし ますお） ベース、コーラス、部長
- 腹痛 純（はらいた じゅん） ギター、課長
- 野良里 蔵之介 (のらり くらのすけ）ドラム
- 唐田 春男（からだ はるお）キーボード
- 御方井 ひとよ（おかたいひとよ）トロンボーン
- 赤渕 きらり（あかぶち きらり）サックス
- 真戸口 ここよ（まどぐち ここよ）サックス
- 八瀬 めぐみ（やせ めぐみ）サックス
- 和影 到（わかげ いたり）OLダンサーズ
- 麦 ふみえ（むぎ ふみえ）OLダンサーズ
- 秋葉原 オタ子（あきはばら おたこ）OLダンサーズ

人数はライブごとに異なる。

## ディスコグラフィー

### シングル
- 朝ごはんの歌（2004年2月25日）
- みんなだいすきモンチッチ（2005年4月22日）
アニメ『モンチッチ』オープニングテーマ
- 365歩のマーチ（2005年11月2日）
水前寺清子のカバー
- びゅーちふるトゥモロウ／手をつなごう
- いつも心にハッスルを／残業
- 魔法の言葉／そんなバカな
- ありのままの君で／ま、スカッとサンデー
- 全力中年／愛の事業仕分（2013年2月）
- 不景気なんてぶっ飛ばせ／物忘れの歌（2014年2月）
- ハッスルファンキーナイト／びゅーちふるずのテーマ（2015年11月）
- 乾杯の歌／サボリーマンのテーマ（2016年11月）
- 上を向いて走ろう／スマイルアゲイン（2018年11月）

### アルバム
- 日本ハッスル化計画宣言（2005年4月22日）
- びゅーちの音楽業務日誌(2007年～2012年編)（2012年6月）
- サラリーマンロック宣言（2014年11月）
- with the びゅーちふるず（2019年11月）

### その他
- オムニバス「聴視激エンターテイメント！1」（2004年6月24日）
  - 3.働く人はびゅーちふる
  - 4.社員